# يوسف هميمزا
يوسف هميمسا هو مواطن مغربي، أدين في محكمة ديرويت بالخداع، وكان شاهدا رئيسيا في قضية خلية ديترويت النائمة. وكان قد اتهم بضلوعه في أحداث الحادي عشر من سبتمبر، لكن تبين بطلان ذلك الادعاء.